# 小行星9386
小行星9386（英語：9386 Hitomi）是一颗围绕太阳公转的小行星。1993年12月5日，平沢正規、鈴木正平在Nyukasa发现了此天体。
这颗小行星的绝对星等为187.3258855291089等。